# フリッツ・フィッシャー (歴史学者)
フリッツ・フィッシャー (Fritz Fischer、1908年5月5日 - 1999年12月1日) は、ドイツ人の歴史家。特に第一次世界大戦の原因の分析で知られる。『The Encyclopedia of Historians and Historical Writing』は、フィッシャーについて、20世紀で最も重要なドイツ人の歴史家であると記している。

## 生涯
バイエルン王国のルートヴィヒスシュタット生まれで、父親は鉄道の検査員であった。1917年から1926年まで、アンスバッハとアイヒシュテットで人文系のギムナジウムに学び、1927年からはベルリン大学とエアランゲン大学で、歴史、教育学、哲学、プロテスタント神学を学んだ。ベルリンでは、教会史学者のエリッヒ・ゼーベルクとハンス・リーツマン、教育学者で哲学者のエドゥアルト・シュプランガーに師事した。1934年に1年遅れで提出したルードビッヒ・ニコロビウスについての論文『Ludwig Nicolovius. Rokoko, Reform, Restauration』はシュライアマハー財団賞を受賞し、ベルリン大学の神学部はフィッシャーに神学修士号を与えた。1936年には、政治史への関心の傾斜から神学部ではなく哲学部へハビリタシオン（大学教授職獲得試験）論文を提出し、教授職資格を取得している。
1939年にナチ党に入党したが、1942年に離党している。初期のフィッシャーは、1945年以前のドイツ史学界において典型的に受け入れられていた、標準的なヘーゲルとランケの理念に大きく影響されており、初期の著作は右派寄りに傾斜していた。こうした影響は、19世紀プロイセン王国の教育改革指導者であったルードビッヒ・ニコロビウスの伝記や、1858年から1862年までプロイセン王国の文部大臣を務めたアウグスト・フォン・ベトマン=ホルヴェークの伝記など、彼の初期の著作群にも反映されている。
1942年、フィッシャーは、マルガレーテ・ラウト=フォルクマンと結婚し、二児をもうけた。第二次世界大戦では、ドイツ国防軍の一員として従軍した。1947年に捕虜収容所から解放された後、ハンブルク大学の教員となり、1978年に引退するまでその職に留まった。

## 理論家にして著作家
第二次世界大戦後、フィッシャーはそれまで自分が信じてきたことを再検討し、国家社会主義についてフリードリヒ・マイネッケら歴史家たちが提示していた、ヒトラーの出現は歴史における単なる「事故」(Betriebsunfall)であったのだ、とする、広く受け入れられていた説明を受け入れることはできないと結論づけた。1949年、ミュンヘンで開催された戦後最初のドイツ歴史学会議において、フィッシャーはドイツ人の生活に根ざすルター主義的伝統を強烈に批判し、個人の自由の犠牲の上に国家の存在を讃美し、ナチス・ドイツの出現を手助けした、としてルター派教会を糾弾した。フィッシャーは、ルター派教会があまりにも長い間、神が承認した無謬の体制として国家を讃美してきたことが、国家社会主義への道を整えたのだと主張した。フィッシャーは、当時のドイツで広く行われていた、ナチス・ドイツをヴェルサイユ条約の帰結であるとする議論を一蹴し、ナチス・ドイツの起源は1914年よりさらに遡るものであり、ドイツの権力エリートの長年にわたる野望の結果である、と論じた。
1950年代に、フィッシャーはドイツ帝国政府の保存公文書全てに目を通した最初の歴史家となった。このため、(ドイツ系アメリカ人のクラウス・エプスタインが記すように)1961年にフィッシャーが自らの発見を公刊したとき、第一次世界大戦の責任と(ドイツの戦争目的を記した)「9月計画」をめぐって刊行されてきた全ての書物は、即座に時代遅れになった。
1961年、既にハンブルク大学で教授に昇任していたフィッシャーは、戦後最初の著作となる『世界強国への道: ドイツの挑戦, 1914-1918年 (Griff nach der Weltmacht: Die Kriegszielpolitik des kaiserlichen Deutschland 1914–1918)』を刊行し、その中でドイツは世界強国となることを目指して第一次世界大戦を意図的に引き起こしたのだと主張して、史学界を揺さぶった。この本の中でおもに関心が寄せられているのは、ドイツ国内の圧力集団がドイツの外交政策の形成過程で演じた役割であり、ドイツ社会の中の様々な圧力集団が、東欧、アフリカ、中東への攻撃的な帝国主義的野心をもっていたことをフィッシャーは主張した。フィッシャーの見解では、ヨーロッパの大部分とアフリカを併合することを求めた1914年9月の「9月計画」は、ドイツ国内のロビイスト集団からの多様な領土拡大要求の間に妥協点を見出そうとする試みであった。フィッシャーは、1914年夏のフランツ・フェルディナント大公暗殺によって生じた危機をドイツ帝国政府が意図的、意識的に利用し、既に策定されていた対仏・露戦争の計画を実施して、ドイツ支配下の「中央ヨーロッパ (Mitteleuropa)」、ドイツ支配下の「中央アフリカ (Mittelafrika)」を実現しようとしたのだ、と論じた。フィッシャーは、この時点でドイツ政府はイギリスとの戦争は望んでいなかったとしているが、「中央ヨーロッパ」と「中央アフリカ」の追求のためには危険を冒す準備があったと主張した。
『世界強国への道』に先んじて、1959年にその端緒となる論文が『史学雑誌 (Historische Zeitschrift)』に掲載されたが、そこでは、やがて『世界強国への道』へと拡張される議論が公表されていた。フィリップ・ボビットは、その著書『The Shield of Achilles: War, Peace, and the Course of History』で、第一次世界大戦はドイツの意図的な故意による政策ではなく、ある種の「恐ろしい過ち」だったのだ、とする見方は、フィッシャーのこの論文の発表後「持ちこたえることが不可能になった」と述べている。
大方のドイツ人にとって、ドイツが第二次世界大戦を引き起こしたのだという考え方は受け入れられるものであったが、第一次世界大戦についてはそうではなく、当時はまだ、ドイツにとっては押し付けられた戦争であったと広く認識されていた。フィッシャーは、ドイツ帝国宰相テオバルト・フォン・ベートマン・ホルヴェーク博士が、1914年にベルギー全域、フランスの一部、ロシアのヨーロッパ部の一部を併合する計画を練っていたことを示す文書を公表した最初のドイツ人歴史家であった。フィッシャーは、1900年から第二次世界大戦まで、ドイツの外交政策には一貫した継続性があったことをほのめかし、ドイツが二度の世界大戦の両方に責任があることを示唆した。こうした発想は、その後の著作群、 『Krieg der Illusionen (幻想の戦争)』、『Bündnis der Eliten (エリートの同盟)』、『Hitler war kein Betriebsunfall (ヒトラーは事故ではない)』などへと展開されていった。フィッシャーはドイツ帝政期の専門家であったが、その業績は、第三帝国の外交政策をめぐるナチス外交政策論争においても、重要なものとなった。. 
フィッシャーは、1961年の著書『幻想の戦争』で、1911年から1914年までのドイツ政治の詳細な検討を行い、ドイツの外交政策について「Primat der Innenpolitik (国内政策優越)」の観点からの分析を提示した。フィッシャーの見解では、ドイツ帝国は、国内における民主化の要求の高まりから危機的状況となっており、国外への攻撃的な拡張主義政策によって民主化闘争から民心を離れさせることを狙ったと考えられている。
フィッシャーは、ドイツ人歴史家として最初に、否定的な観点からの「ドイツ特有の道 ("Deutscher Sonderweg")」論によるドイツ史解釈を支持した。これは、宗教改革以降の(あるいは、もっと遅い時期、例えば1871年のドイツ帝国の成立以降の)ドイツ文化と社会の発展が、必然的に絶頂に達したのが第三帝国であったとする立場であった。フィッシャーの見解では、19世紀におけるドイツ社会は、経済的にも、産業的にも前進していたが、政治的にはそうではなかったとされる。フィッシャーにとって、1914年以前のドイツの外交政策は、社民党への投票から別のことへと民衆の関心を逸らし、フランス、イギリス、ロシアの犠牲の上でドイツを世界で最も偉大な強国にすることを目指す反動的なエリートたちの尽力によって動かされたものであった。第一次世界大戦を引き起こしたドイツのエリートたちが、ヴァイマル共和政の失敗を引き起こし、第三帝国を招き入れたのである。そうした伝統的なドイツのエリートたちは、フィッシャーの分析では、人種主義、帝国主義、資本主義のイデオロギーに支配されており、ナチ党の信条と変わらないものであった。このため、フィッシャーは、宰相ベートマン・ホルヴェークを1914年の「ヒトラー」と呼んだ。こうしたフィッシャーの主張には、1960年代初めに、ゲルハルト・リッターをリーダーとする歴史家たちが反論を試み、いわゆる「フィッシャー論争」が引き起こされた。しかし、オーストラリアの歴史家ジョン・モーゼズが1999年に記したところによれば、フィッシャーが持ち出した公文書類の証拠は、大きな説得力をもって、ドイツが第一次世界大戦に責任があることを示していたという。1990年、エコノミスト誌は、なぜ東欧の人々がドイツ再統一の展望を怖れているのかを検討するなら、フィッシャーの「十分な証拠文書に裏付けられた」本を精読することだ、と読者に薦めた。
フィッシャーの分析モデルは、ドイツ歴史学に革命をもたらした。フィッシャーの「国内政策優越」という経験則の発見は、ドイツの外交政策に国内の圧力集団が持ち込んだ「インプット」や、ドイツのエリートたちの帝国主義的理念とそうした「インプット」との相互作用の検証を通じて、帝政期ドイツの外交政策の全面的な再検討を強いるものとなった。加えて、フィッシャーの発見によって、戦争に訴えることを記したドイツ帝国政府の公文書の中に、当時のロシア領ポーランドの民族浄化と、ドイツの「生存圏」確保のためドイツ人の入植を目指すと記した文書が公になると、多くの論者が、第二次世界大戦においてナチスが目指した同様の計画は、アドルフ・ヒトラーだけの考えではなく、ヒトラー以前に遠く遡るドイツ人たちが広く抱いてきた念願を反映したものであったと議論するようになった。1960年代には、前述のゲルハルト・リッターはじめドイツの歴史家の多くが、ヒトラーは単なる歴史上の「事故」に過ぎず、ドイツの歴史と本質的なつながりはないのだ、と好んで論じる傾向にあったが、彼らはフィッシャーによるこうした公文書の発掘公表に激怒し、フィッシャーの業績を「反ドイツ的」であると攻撃した。

## 批判
フィッシャーは、その著作によって、とりわけ西ドイツにおいて深刻な論争を巻き起こした。彼の議論は多くの怒りを買い、著書の出版元のハンブルクのオフィスが火炎瓶で襲撃される事件も起こった。ゲルハルト・リッターはじめ、他の歴史家たちは、フィッシャーの著書に触発され、戦争目的についての彼の理論に直接応答する形で、著書や論文を執筆した。
一部の論者は、フィッシャーがドイツを本来の歴史的文脈の外に置いたと主張している。統治者たちの間で社会ダーウィニズム的な意味での生存競争の概念が一般的であった20世紀初頭のヨーロッパ諸国の中で、ドイツだけが突出して攻撃的であったわけではない。
また、フィッシャーが示した事実経過の年表も、不正確であると批判されている。ベートマン・ホルヴェークの「9月計画」は、ドイツの戦争目的の概要をしめしているが、それが策定されたのは開戦後であり、ドイツにとってはそれがないまま開戦しても不都合はなかった。1870年の普仏戦争での敗北以来、フランスはドイツへの復讐とアルザス・ロレーヌの再獲得を掲げていた。また、ロシアも長年の明確な戦争目的を持っていた。他の列強諸国も、同様の壮大な計画を温めていたという点に、変わりはないと主張した。

## 著作（伝記）
- Moritz August von Bethmann-Hollweg und der Protestantismus, 1938.
- Ludwig Nikolvius: Rokoko, Reform, Restoration, 1942.
- Griff nach der Weltmacht: die Kriegszielpolitik des Kaiserlichen Deutschland, 1914–18, 1961.
  - 『世界強国への道: ドイツの挑戦、1914-1918年』、村瀬興雄監訳、岩波書店、(2分冊) I - 1972年、II - 1983年。
    - オンデマンド版、2014年　第一巻 ISBN 9784-007301582、第二巻 ISBN 9784007301599
- Krieg der Illusionen: Die deutsche Politik von 1911 bis 1914, 1969.
- Bündnis der Eliten: Zur Kontinuität der Machstrukturen in Deutschland, 1871–1945, 1979.
- Hitler war kein Betriebsunfall: Aufsätze, 1992.